# Avenue Q
Avenue Q (Avenida Q en algunos países de América Latina) es una comedia musical con libreto de Jeff Whitty y canciones de Robert Lopez y Jeff Marx. El espectáculo está inspirado vagamente en el programa de televisión Sesame Street y se caracteriza por combinar títeres con actores de carne y hueso para representar a los diferentes personajes. Su trama central gira en torno a Princeton, un joven graduado con grandes expectativas pero poco dinero en el bolsillo que se ve obligado a alquilar un apartamento en el modesto barrio de Avenue Q. Allí conoce a un variopinto grupo de vecinos que luchan por salir adelante y que le ayudarán a descubrir su propósito en la vida. El racismo, el desempleo, la homosexualidad o la pornografía en internet son algunas de las cuestiones que aborda el musical, siempre desde una perspectiva adulta y haciendo uso de un sentido del humor irreverente.
Tras una breve etapa en el circuito off neoyorquino, Avenue Q se estrenó en 2003 en el John Golden Theatre de Broadway, con John Tartaglia al frente del reparto, y permaneció en cartel durante más de seis años, obteniendo multitud de reconocimientos entre los que se incluyen tres premios Tony. Desde entonces también ha podido verse en el West End londinense y en numerosas ciudades a lo largo de todo el mundo. Además, debido a la naturaleza controvertida del espectáculo, existe una versión suavizada del libreto para facilitar la puesta en escena por parte de compañías escolares.

## Sinopsis
Princeton, un recién graduado sin experiencia laboral llega a Nueva York dispuesto a labrarse un futuro y hacer algo importante con su vida. Pronto descubre que el único lugar donde puede permitirse un apartamento es en Avenue Q, un destartalado barrio lejos del centro en el que residen una serie de peculiares personajes: Kate Monster, una romántica profesora de guardería que desea encontrar pareja; Rod, un inversor de banca republicano que aún no ha salido del armario; Nicky, un holgazán de buen corazón y compañero de piso de Rod; Brian, un aspirante a humorista que acaba de ser despedido de su trabajo en una empresa de catering; Christmas Eve, una estrafalaria terapeuta japonesa sin clientes y prometida de Brian; Trekkie Monster, un adicto a la pornografía en internet; Lucy, una sensual cantante de cabaret que causa sensación entre el público masculino, y Gary Coleman, el antiguo niño prodigio de la televisión que ahora trabaja como encargado de mantenimiento en un bloque de viviendas. Junto a sus nuevos vecinos, Princeton experimentará los sinsabores de la edad adulta mientras intenta descifrar cuál es su propósito en la vida.

## Producciones
| Producción   | Teatro              | Fecha de estreno      | Fecha de cierre          | Funciones | Dirección   |
| Off-Broadway | Vineyard Theatre    | 20 de marzo de 2003   | 4 de mayo de 2003        | 72        | Jason Moore |
| Broadway     | John Golden Theatre | 31 de julio de 2003   | 13 de septiembre de 2009 | 2.534     | Jason Moore |
| West End     | Noël Coward Theatre | 28 de junio de 2006   | 28 de marzo de 2009      | > 1.500   | Jason Moore |
| West End     | Gielgud Theatre     | 1 de junio de 2009    | 13 de marzo de 2010      | > 1.500   | Jason Moore |
| West End     | Wyndham's Theatre   | 19 de marzo de 2010   | 30 de octubre de 2010    | > 1.500   | Jason Moore |
| Off-Broadway | New World Stages    | 21 de octubre de 2009 | 26 de mayo de 2019       |           | Jason Moore |

### México
| Producción | Producción       | Teatro                  | Fecha de estreno      | Fecha de cierre          | Dirección                 |
| #1         | Ciudad de México | Centro Cultural         | 29 de abril de 2008   |                          | Felipe Fernández del Paso |
| #2         | Ciudad de México | Teatro Voilà Acoustique | 17 de octubre de 2013 |                          | Bruno Carrera             |
| #2         | Ciudad de México | Teatro Arlequín         | 11 de abril de 2014   |                          | Bruno Carrera             |
| #3         | Ciudad de México | Teatro Milán            | 26 de junio de 2019   | 19 de septiembre de 2019 | Álvaro Cerviño            |

### Argentina
| Producción | Producción   | Teatro         | Fecha de estreno         | Fecha de cierre         | Dirección                               |
| #1         | Buenos Aires | Paseo La Plaza | 11 de septiembre de 2010 | 28 de noviembre de 2010 | Natalia del Castillo Santiago Fernández |
| #1         | Buenos Aires | Teatro Maipo   | 25 de noviembre de 2011  | 27 de noviembre de 2011 | Natalia del Castillo Santiago Fernández |
| #2         | Buenos Aires | Teatro Maipo   | 5 de marzo de 2024       | 21 de mayo de 2024      | Melania Lenoir                          |

### España
| Producción | Producción | Teatro                   | Fecha de estreno         | Fecha de cierre          | Funciones | Dirección                          |
| #1         | Madrid     | Teatro Nuevo Apolo       | 23 de septiembre de 2010 | 9 de enero de 2011       | > 250     | David Ottone                       |
| #1         | Madrid     | Nuevo Teatro Alcalá      | 14 de enero de 2011      | 2 de mayo de 2011        | > 250     | David Ottone                       |
| #1         | Gira       | Varios                   | 28 de julio de 2011      | 18 de septiembre de 2011 | > 250     | David Ottone                       |
| #2         | Madrid     | Gran Teatro Príncipe Pío | 3 de mayo de 2024        | 8 de septiembre de 2024  | > 100     | Gabriel Olivares Jose Félix Romero |
| #2         | Madrid     | Gran Teatro Príncipe Pío | 2 de mayo de 2025        | 27 de julio de 2025      | > 100     | Gabriel Olivares Jose Félix Romero |

### Otras producciones
Avenue Q se ha representado en países como Alemania, Argentina, Australia, Austria, Brasil, Canadá, China, Colombia, Corea del Sur, Dinamarca, Ecuador, España, Estados Unidos, Filipinas, Finlandia, Francia, Hungría, Irlanda, Israel, Italia, Japón, México, Noruega, Nueva Zelanda, Países Bajos, Perú, Polonia, Portugal, Reino Unido, República Checa, Singapur, Sudáfrica, Suecia, Suiza o Turquía, y ha sido traducido a multitud de idiomas.

## Números musicales
| Acto I - «The Avenue Q Theme» - «What Do You Do with a B.A. in English?» - «It Sucks to Be Me» - «If You Were Gay» - «Purpose» - «Everyone's a Little Bit Racist» - «The Internet Is for Porn» - «Mix Tape» - «I'm Not Wearing Underwear Today» - «Special» - «You Can Be as Loud as the Hell You Want (When You're Makin' Love)» - «Fantasies Come True» - «My Girlfriend, Who Lives in Canada» - «There's a Fine, Fine Line» | Acto II - «There Is Life Outside Your Apartment» - «The More You Ruv Someone» - «Schadenfreude» - «I Wish I Could Go Back to College» - «The Money Song» - «School for Monsters» - «The Money Song (Reprise)» - «There's a Fine, Fine Line (Reprise)» - «What Do You Do with a B.A. in English? (Reprise)» - «For Now» |

## Repartos originales
| Personaje                       | Off-Broadway (2003)    | Broadway (2003)        | West End (2006) | Off-Broadway (2009) |
| Princeton / Rod                 | John Tartaglia         | John Tartaglia         | Jon Robyns      | Seth Rettberg       |
| Kate Monster / Lucy             | Stephanie D'Abruzzo    | Stephanie D'Abruzzo    | Julie Atherton  | Anika Larsen        |
| Nicky / Trekkie Monster / Osito | Rick Lyon              | Rick Lyon              | Simon Lipkin    | Cullen Titmus       |
| Gary Coleman                    | Natalie Venetia Belcon | Natalie Venetia Belcon | Giles Terera    | Danielle K. Thomas  |
| Christmas Eve                   | Ann Harada             | Ann Harada             | Ann Harada      | Sala Iwamatsu       |
| Brian                           | Jordan Gelber          | Jordan Gelber          | Sion Lloyd      | Nicholas Kohn       |
| Mrs. T / Osito                  | Jennifer Barnhart      | Jennifer Barnhart      | Clare Foster    | Maggie Lakis        |

### América Latina
| Personaje               | Ciudad de México (2008)                                     | Buenos Aires (2010)                  | Bogotá (2014)                          | Ciudad de México (2013)                              | Ciudad de México (2019)                              | Buenos Aires (2024)             |
| Princeton / Rod         | Luis Gerardo Méndez Christian Chávez (como Eugenio / Rodri) | Mariano Chiesa                       | Juan Carlos Mondragón                  | José Carlos Leyva                                    | Leonardo Bono (como Agustín / Rod)                   | Nacho Pérez Cortés              |
| Kate Monster / Lucy     | Mónica Huarte                                               | Melania Lenoir                       | Juliana Reyes                          | Melissa Hallivis                                     | Majo Brunet                                          | Lali Vidal                      |
| Nicky / Trekkie Monster | Enrique Madrid Mario Sepúlveda                              | Federico Salles                      | Felipe Salazar                         | Galo Balcázar Bruno Carrera                          | Bastian                                              | Manu Victoria                   |
| Gary Coleman            | Jass Reyes (como Carlos Espejel)                            | Manuel Victoria                      | Isa Mosquera (como Isa Mosquera)       | Carlos Ramírez Mario Heras (como Superintendente)    | Ana Luisa Martínez (como Aleks Syntek)               | Manu Ntaka (como Manu)          |
| Christmas Eve           | Hiromi Hayakawa (como Jacky Kabuki)                         | Silvana Tomé (como Chow Fan)         | Yaneth Waldman (como Natty Llah)       | María José Camargo Joana Domínguez (como Nochebuena) | Maripaz Herrera Aurora Wonders (como Cerezo en Flor) | Andrea Cho (como Kimchi)        |
| Brian                   | Martín Altomaro Héctor Kotsifakis                           | Germán Tripel                        | Juan Camilo Castillo                   | Virgilio Solorio Rodrigo Sainz                       | Jorge Mejía                                          | Julián Rubino                   |
| Mrs. T / Osito          | Alicia Paola (como Maestra Gordillo)                        | Patricia Lorca (como Srta. Griselda) | Ana Beatriz Carrillo (como Srta. Cuca) | Mariana Andrade (como Miss Herminia)                 | Natalia Moguel (como Sra. Vello Rancio)              | Stefi Ribisich (como Vulvaseca) |
| Osito                   | Enrique Madrid Mario Sepúlveda                              | Micaela Pierani Méndez               | Felipe Salazar                         | Daniel Moreno                                        | Jorge Viñas                                          | Juan Martín Giménez             |

### España
| Personaje                       | Madrid (2010)                      | Madrid (2024)                              |
| Princeton / Rod                 | Ángel Padilla                      | Diego Monzón (como Felipe / Dudo)          |
| Kate Monster                    | Isabel Malavia Inma Mira           | Lucía Ambrosini (como Cati Monster)        |
| Lucy                            | Isabel Malavia Inma Mira           | Mary Capel (como Lucía)                    |
| Nicky / Trekkie Monster / Osito | Leo Rivera                         | Jaime Figueroa (como Nico / Treky Monster) |
| Gary Coleman                    | Mayka Sitté                        | Alberto Scarlatta (como Niño prodigio)     |
| Christmas Eve                   | Thais Curiá (como Merry Christmas) | Mary Capel (como Mihaela)                  |
| Brian                           | Pablo Muñoz-Chápuli                | Daniel Orgaz (como Roque)                  |
| Mrs. T                          | Noemí Gallego (como Srta. Potorro) | Alberto Scarlatta (como Srta. Melano)      |
| Osito                           | Noemí Gallego (como Srta. Potorro) | Paula Soto Ezequiel Rojo                   |

Reemplazos destacados en la producción española de 2024
- Nico / Trekkie Monster: Daniel Orgaz
- Roque: Xavi Melero
- Osito: Daniel Busquier

## Grabaciones
Hasta la fecha se han editado los álbumes interpretados en sus respectivos idiomas por los elencos de Broadway, España, Alemania y China.

## Premios y nominaciones

### Producción original de Broadway
| Año  | Premio              | Categoría                            | Nominado                      | Resultado |
| ---- | ------------------- | ------------------------------------ | ----------------------------- | --------- |
| 2003 | Drama Desk Award    | Mejor musical                        | Mejor musical                 | Nominado  |
| 2003 | Drama Desk Award    | Mejor libreto de un musical          | Jeff Whitty                   | Nominado  |
| 2003 | Drama Desk Award    | Mejor actriz en un musical           | Stephanie D'Abruzzo           | Nominada  |
| 2003 | Drama Desk Award    | Mejores letras                       | Robert Lopez, Jeff Marx       | Nominados |
| 2003 | Drama Desk Award    | Mejor música                         | Robert Lopez, Jeff Marx       | Nominados |
| 2004 | Tony Award          | Mejor musical                        | Mejor musical                 | Ganador   |
| 2004 | Tony Award          | Mejor libreto de un musical          | Jeff Whitty                   | Ganador   |
| 2004 | Tony Award          | Mejor música original                | Robert Lopez, Jeff Marx       | Ganadores |
| 2004 | Tony Award          | Mejor actor principal en un musical  | John Tartaglia                | Nominado  |
| 2004 | Tony Award          | Mejor actriz principal en un musical | Stephanie D'Abruzzo           | Nominada  |
| 2004 | Tony Award          | Mejor dirección en un musical        | Jason Moore                   | Nominado  |
| 2004 | Theatre World Award | Theatre World Award                  | Stephanie D'Abruzzo           | Ganadora  |
| 2004 | Theatre World Award | Theatre World Award                  | John Tartaglia                | Ganador   |
| 2003 | Grammy Award        | Mejor álbum de teatro musical        | Mejor álbum de teatro musical | Nominado  |

### Producción original del West End
| Año  | Premio        | Categoría           | Nominado            | Resultado |
| ---- | ------------- | ------------------- | ------------------- | --------- |
| 2007 | Olivier Award | Mejor musical nuevo | Mejor musical nuevo | Nominado  |

### Producción original española
| Año  | Premio                    | Categoría                          | Nominado                           | Resultado |
| ---- | ------------------------- | ---------------------------------- | ---------------------------------- | --------- |
| 2011 | Premio del Teatro Musical | Mejor musical                      | Mejor musical                      | Nominado  |
| 2011 | Premio del Teatro Musical | Mejor dirección de escena          | David Ottone                       | Ganadores |
| 2011 | Premio del Teatro Musical | Mejor dirección musical            | Julio Awad                         | Nominado  |
| 2011 | Premio del Teatro Musical | Mejor coreografía                  | Natalia Delgado                    | Ganadora  |
| 2011 | Premio del Teatro Musical | Mejor escenografía                 | Ana Tusell                         | Nominado  |
| 2011 | Premio del Teatro Musical | Mejor figurinista                  | Juanjo Delgado                     | Ganador   |
| 2011 | Premio del Teatro Musical | Mejor maquillaje y peluquería      | Olga Anula                         | Nominado  |
| 2011 | Premio del Teatro Musical | Mejor diseño de iluminación        | Juanjo Llorens                     | Nominado  |
| 2011 | Premio del Teatro Musical | Mejor diseño de sonido             | Javier Isequilla                   | Nominado  |
| 2011 | Premio del Teatro Musical | Mejor actriz protagonista          | Isabel Malavia                     | Ganadora  |
| 2011 | Premio del Teatro Musical | Mejor actor protagonista           | Ángel Padilla                      | Nominado  |
| 2011 | Premio del Teatro Musical | Mejor actor de reparto             | Leo Rivera                         | Ganador   |
| 2011 | Premio del Teatro Musical | Interpretación destacada femenina  | Mayka Sitté                        | Ganadora  |
| 2012 | Premio Max                | Mejor espectáculo musical o lírico | Mejor espectáculo musical o lírico | Ganador   |